# Borrifáns
Borrifáns (llamada oficialmente San Pedro de Borrifáns) es una parroquia española del municipio de Oza-Cesuras, en la provincia de La Coruña, Galicia. Tiene una población estimada, en 2020, de 208 habitantes.

## Entidades de población
Entidades de población que forman parte de la parroquia:
- Armucela (A Armucela)
- Castellana (A Castellana)
- Brates
- Brufe
- Canedos (Os Canedos)
- Castro (O Castro)
- Cotá
- Cova
- Fondevila
- Iglesia (A Igrexa)
- Peteiros (Os Peteiros)
- Piñeiro de Vales
- Piñoy (Piñoi)
- Pousadoiro (O Pousadoiro)
- Quenlla (A Quenlla)
- Riveira (A Ribeira)
- Roris
- Tieira
- Torres
- Vales
- Velle
- Vilarensal

## Despoblados
- Barqueira (A Barqueira)
- Caneta (A Caneta)
- San Gregorio

## Demografía
| Gráfica de evolución demográfica de Borrifáns entre 2000 y 2020 |
|                                                                 |
| Datos según el nomenclátor publicado por el INE.                |